# Пэрриш, Максфилд
Максфилд Пэрриш (англ. Maxfield Parrish, 1870—1966) — американский художник и иллюстратор, знаменитый многочисленными работами на сказочные и мифологические сюжеты. Пэрриш — автор собственной живописной методики, которая заключалась в использовании лишь четырех основных цветов: синего, сиреневого, желтого и черного. Комбинацией из этих цветов он добивался нужного оттенка, а разделением слоев лаком — объемности изображения. В честь Пэрриша назван один из оттенков синего цвета — Parrish blue.

## Биография
Пэрриш родился в семье художника Стефана Пэрриша. При рождении был назван Фредериком, но позднее сменил имя на Максфилд (девичью фамилию матери), которое и стало его творческим псевдонимом. Получил образование в Пенсильванской академии изящных искусств.
Его первой значительной творческой работой было иллюстрирование сборника рассказов Лаймена Ф. Баума «Сказки Матушки Гусыни в прозе» в 1897 году. Затем последовала работа над сборником стихов для детей Юджина Филда, а также иллюстрации к «Тысяче и одной ночи». С 1910 по 1920 годы Пэрриш сотрудничал с многими журналами, включая Hearst’s, Collier’s Weekly и Life. К 1931 году Пэрриш отошел от ставших популярными сказочных сюжетов и всецело посвятил себя пейзажам. Он приобрел большую популярность и стал одним из самых известных американских живописцев и иллюстраторов первой половины XX века. Наибольшее собрание его картин находится в Национальном музее американской иллюстрации (англ. National Museum of American Illustration), несколько картин включены в собрание Метрополитен-музея.

### Полотно «Рассвет»
Наиболее известным полотном художника стала картина «Рассвет» (1922, частное собрание). Художник предпочитал, чтобы в качестве натурщиков у него работали родственники или друзья. Например, Дочь Пэрриша, Джейн, которой было в то время одиннадцать лет, позировала для обнажённой фигуры, склонившейся над лежащей девушкой. Сохранилась фотография, на которой Джейн позирует для этой картины. В настоящее время фото хранится в коллекции Библиотеки Дартмутского колледжа. Когда картина «Рассвет» была продана в первый раз, покупатель пожелал остаться анонимным, а картина на пятьдесят лет оказалась недоступной для художественных критиков. Оказалось, что Уильям Дженнингс Брайан (дед Китти Оуэн Спенс, позировавшей для лежащей фигуры) приобрёл её за большие деньги, которые противоречили его политическому образу скромного борца за права обездоленных, поэтому он предпочёл, чтобы никто не знал о его покупке.